# Mirabilicoxa minuta
Mirabilicoxa minuta is een pissebed uit de familie Desmosomatidae. De wetenschappelijke naam van de soort is voor het eerst geldig gepubliceerd in 1970 door Hessler.